# Plante à fibres

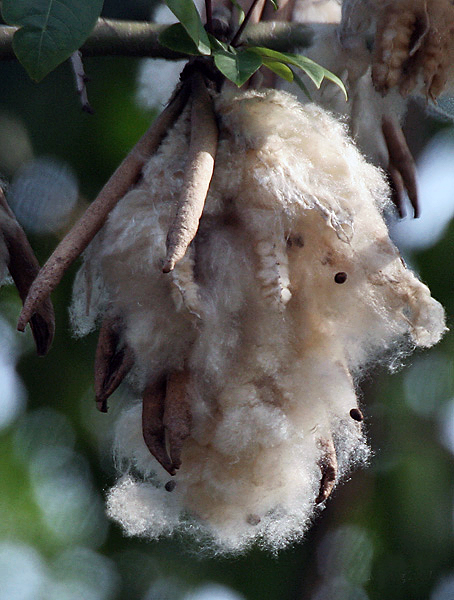
Fruit du kapokier (Ceiba pentandra).

Les plantes à fibres sont des plantes cultivées pour leurs fibres, utilisées traditionnellement pour fabriquer  du papier, des tissus, ou des cordages. 
Les fibres peuvent être améliorées chimiquement, comme dans le cas de la viscose (utilisée pour produire de la rayonne et  de la cellophane). Au cours des dernières années, les chercheurs en science des matériaux s'intéressent au potentiel de ces fibres pour de nouveaux matériaux composites.
Les cultures de plantes à fibres sont généralement récoltées après une seule saison de croissance, à la différence des arbres, qui sont généralement abattus au bout de plusieurs années pour produire des matières telles que les fibres de pulpe de bois ou de bois-dentelle. Dans des circonstances spécifiques, les fibres provenant de ces plantes peuvent se révéler supérieures aux fibres de pulpe de bois en matière de performances techniques, d'impact environnemental ou de coûts.
Diverses questions se posent au sujet de l'utilisation des plantes à fibres pour fabriquer de la pâte à papier.
L'une d'elles est la disponibilité saisonnière : alors que les arbres peuvent être abattus en continu, de nombreuses cultures sont récoltées une seule fois dans l'année et apparaissent des contraintes de stockage pendant plusieurs mois et d'insertion dans le flux journalier de plusieurs milliers de tonnes de source de fibres vers les usines de pâte à papier.
Sur le plan botanique, les fibres d'un grand nombre de ces plantes sont des fibres libériennes ; ces fibres proviennent des tissus du phloème de la plante (dans l'écorce). Les autres fibres végétales proviennent de la bourre des graines, des feuilles ou d'autres parties de la plante.

## Biodiversité
Dans le monde, plusieurs centaines d'espèces végétales sont récoltées dans la nature et utilisées comme source de divers types de fibres finies ou non finies. En ce qui concerne l'importance économique, les plantes sauvages productrices de fibres occupent la deuxième position après celles qui sont comestibles. Dans presque toutes les régions du monde, les agriculteurs utilisent localement divers types de plantes à fibres pour leurs besoins quotidiens, par exemple pour lier leurs produits agricoles, pour l'emballage, et pour préparer de petits objets ménagers.
L'information à leur sujet étant trop parcellaire, il est impossible d'évaluer le nombre d'espèces de plantes utilisées dans le monde pour leurs fibres. Ce nombre est très grand, on l'évalue par exemple à plus de 1000 en Amérique, à plus de 800 dans les Philippines et à plus de 450 en Inde. Les principales familles constituant des ressources génétiques pour les fibres sont les Malvaceae (63 genres), Fabaceae (31), Arecaceae (25), Urticaceae (24), Tiliaceae (21), Sterculiaceae (21) et Asclepiadaceae (15).

## Plantes à fibres
| Nom                                   | Espèce                  | Famille          | Origine (organe)                                         | Utilisation                                                | Observations                                                                                              |
| Abaca                                 | Musa textilis           | Musaceae         | Feuille                                                  | utilisé pour fabriquer cordes et ficelles                  | bananier produisant le chanvre de Manille                                                                 |
| Alfa (sparte)                         | Stipa tenacissima       | Poaceae          | Tige                                                     | Sparterie, cordages, tapis, pâte à papier                  | fibre produite par des graminées                                                                          |
| Ananas                                | Ananas comosus          | Bromeliaceae     | Feuille                                                  | cordes, filets de pêche, ficelles et tissus.               | permettant d'obtenir la piña                                                                              |
| Bambou                                | Phyllostachys sp.       | Poaceae          | Autre                                                    | Fibre de bambou                                            | |
| Chanvre                               | Cannabis sativa         | Cannabaceae      | Tige                                                     | Cordages, ficelle, toile, isolation                        | Fibres souple et résistante, graines comestibles                                                          |
| Chanvre du Bengale, chanvre de Madras | Crotalaria juncea       | Fabaceae         | Tige                                                     | filets de pêche, sacs de jute, tissus grossiers et matelas | |
| Chanvre indien, chanvre du Canada     | Apocynum cannabinum     | Apocynaceae      | Tige                                                     |                                                            | utilisé par les Amérindiens pour fabriquer des filets de pêche et de chasse                               |
| Coir                                  | Cocos nucifera          | Arecaceae        | Fruit                                                    | Balais, brosses, bourre                                    | Fibres de la bourre enveloppant les noix de coco                                                          |
| Coton                                 | Gossypium sp.           | Malvaceae        | Graine                                                   | Toile, tissus, vêtements, pâte à papier                    | |
| Jute                                  | Corchorus capsularis    | Malvaceae        | Tige                                                     |                                                            | largement utilisé, c'est la fibre la moins chère après le coton                                           |
| Kapok                                 | Ceiba pentandra         | Malvaceae        | Graine                                                   | Coussins, oreillers                                        | |
| Kénaf                                 | Hibiscus cannabinus     | Malvaceae        | Tige                                                     | Étoffes, tapis, cordes                                     | on utilise l'intérieur de la tige pour ses fibres ; les feuilles sont comestibles                         |
| Liane à barriques                     | Trichostigma octandrum  | Petiveriaceae    | Tige                                                     |                                                            | également utilisée pour des cercles de tonneaux et des paniers ; feuilles comestibles ; plante médicinale |
| Lin cultivé                           | Linum usitatissimum     | Linaceae         | Tige                                                     | toiles de lin                                              | |
| Lin de Nouvelle-Zélande               | Phormium tenax          | Xanthorrhoeaceae | Feuille                                                  | Cordes, ficelles, filets                                   | |
| Luffa                                 | Luffa sp.               | Cucurbitaceae    | Fruit                                                    | utilisée comme éponge végétale                             | Cucurbitacée produisant dans ses fruits une masse de xylème spongieuse                                    |
| Grande ortie                          | Urtica dioica           | Urticaceae       | Tige                                                     | cordages, sacs                                             | |
| Massette de Saint-Domingue            | Typha domingensis       | Typhaceae        | Tige                                                     | nattes, cordes, paniers                                    | |
| Papyrus                               | Cyperus papyrus         | Cyperaceae       | fibres de la moelle, semblables à des fibres libériennes |                                                            | |
| Pommier de Sodome                     | Calotropis procera      | Apocynaceae      | Tige                                                     | Cordages                                                   | |
| Ramie (ortie de Chine)                | Boehmeria nivea         | Urticaceae       | Tige                                                     |                                                            | Ortie aux fibres plus résistantes que le coton ou le lin                                                  |
| Tilleul                               | Tilia sp.               | Tiliaceae        | Tige                                                     |                                                            | |
| Hennequen, sisal blanc                | Agave fourcroydes       | Asparagaceae     | Feuille                                                  |                                                            | fournit une fibre utile, mais de moins bonne qualité que le sisal                                         |
| Langue de belle-mère                  | Sansevieria trifasciata | Asparagaceae     | Feuille                                                  | anciennement utilisée pour fabriquer des cordes d'arc      | |
| Sisal, souvent appelé « agave »       | Agave sisalana          | Asparagaceae     | Feuille                                                  | Ficelles, cordages, tissus, tapis                          | |
| Herbe à la ouate, asclépiade          | Asclepias syriaca       | Apocynaceae      | Graine                                                   |                                                            | cultivées pour les soies de l'aigrette des graines                                                        |
| Yucca, espèce d'agave.                | Yucca sp.               | Asparagaceae     | Feuille                                                  |                                                            | |

## Taille des fibres
| Source de la pâte       | Longueur des fibres (mm) | Diamètre des fibres (µm) |
| ----------------------- | ------------------------ | ------------------------ |
| Bois tendre (conifères) | 3,1                      | 30                       |
| Bois dur (feuillus)     | 1,0                      | 16                       |
| Paille de blé           | 1,5                      | 13                       |
| Paille de riz           | 1,5                      | 9                        |
| Sparte                  | 1,1                      | 10                       |
| Roseaux                 | 1,5                      | 13                       |
| Bagasse                 | 1,7                      | 20                       |
| Bambou                  | 2,7                      | 14                       |
| Coton                   | 25.0                     | 20                       |

## Utilisation

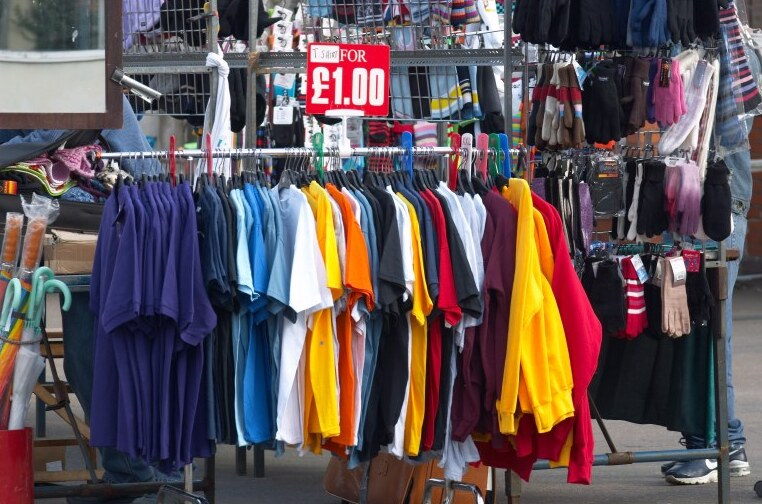
Les fibres végétales sont principalement utilisées pour les vêtements.

Les plantes à fibres sont utilisées pour produire des textiles pour les vêtements, mais aussi à des fins techniques, telles que les emballages (par exemple des sacs en jute) ou des matériaux isolants (par exemple pour l'isolation thermique),. Dans ce domaine, les fibres végétales concurrencent les fibres animales naturelles et les fibres synthétiques.
Les fibres végétales peuvent également être utilisées pour fabriquer de la pâte et du papier sans bois. Le chanvre jouait ici un rôle important. Aujourd'hui, cependant, cette demande est principalement satisfaite avec de la pâte de bois. En plus de ces utilisations traditionnelles, les fibres végétales sont également de plus en plus utilisées dans les plastiques renforcés de fibres naturelles.